# محمود بن صالح
محمود بن صالح، ولد يوم 6 مايو 1988 بصفاقس، هو لاعب كرة قدم تونسي، يشغل مركز مدافع محوري في نادي الريان.
يوم 10 أغسطس 2011، وقعت دعوته إلى المنتخب الوطني التونسي لأوّل مرّة.

## مسيرته الاحترافية
نشأ محمود بن صالح في فريق النادي الرياضي الصفاقسي حتّى بلغ صنف الأكابر سنة 2009، وكان يبلغ من العمر حينها 21 سنة.

## السجل الذهبي
- كأس تونس لكرة القدم (1)
- فائز : 2009
- نهائي : 2010، 2013، 2014
- بطولة تونس (1)
- فائز : 2013
- وصيف : 2014
- كأس شمال إفريقيا للأندية الفائزة بالكؤوس (1)
- فائز : 2009
- كأس الاتحاد الكونفدرالي الأفريقي لكرة القدم (1)
- فائز : 2013
- وصيف : 2010
- كأس السوبر الأفريقي
- وصيف : 2014

## روابط خارجية
- محمود بن صالح على موقع قاعدة بيانات كرة القدم.إي يو (الإنجليزية)
- محمود بن صالح على موقع Soccerway.com (الإنجليزية)
- محمود بن صالح على موقع كووورة